# Vaimisberget
Vaimisberget är ett naturreservat i Överkalix kommun i Norrbottens län.
Området är naturskyddat sedan 2004 och är 55 hektar stort. Reservatet omfattar Vaimisberget med topp och sluttningar. Reservatet består av tallskog på toppen.